# Manuel Quezón
Manuel Luis Quezón y Molina (Baler, 19 de agosto de 1878 — Nova Iorque, 1 de agosto de 1944) foi o presidente das Filipinas entre 1935 e 1944.
Manuel Quezón foi um combatente do movimento revolucionário chefiado por Emilio Aguinaldo. Entre 1909 e 1916 viveu em Washington e de 1916 a 1935 foi presidente do Senado.
Foi eleito primeiro presidente da Comunidade das Filipinas em 1935 em virtude de ser o principal dirigente do Partido Nacionalista Filipino.
Durante a invasão japonesa, mudou-se para os Estados Unidos da América, assumindo aí, em 1942 a presidência no exílio da União Filipina.
Quezon acabou por falecer vítima de tuberculose em 1944, sem ver as Filipinas libertadas do jugo japonês.
Em sua homenagem deu-se o seu nome a Quezon City, uma das maiores cidades do arquipélago.